# Pulitzer-Preis 1984
Der Pulitzer-Preis 1984 war die 68. Verleihung des US-amerikanischen Literaturpreises. Die Jury bestand aus 17 Personen unter dem Vorsitz von Joseph Pulitzer Jr. Das „Pulitzer Prize Board“ vergab Preise für Arbeiten, die während des Kalenderjahres 1983 entstanden waren.

## Bereich Journalismus(Journalism)
| Kategorie                                                  | Preisträger | Begründung |
| ---------------------------------------------------------- | --- | --- |
| Aktuelle Berichterstattung (Breaking News Reporting)       | Reporterteam von Newsday | Preis verliehen für ihre einfallsreiche und umfassende Berichterstattung über den Fall Baby Jane Doe und seine weitreichenden sozialen und politischen Auswirkungen.                                                                         |
| Dienst an der Öffentlichkeit (Public Service)              | Los Angeles Times | Preis verliehen für eine eingehende Untersuchung der wachsenden Latino-Community in Südkalifornien durch ein Team aus Redakteuren und Reportern.                                                                                             |
| Investigativer Journalismus (Investigative Reporting)      | Kenneth Cooper, Joan Fitzgerald, Jonathan Kaufman, Norman Lockman, Gary McMillan, Kirk Scharfenberg und David Wessel von The Boston Globe | Preis verliehen für ihre Serie über die Rassenbeziehungen in Boston, eine bemerkenswerte Übung im öffentlichen Dienst, die einen forschenden Blick auf einige der angesehensten Institutionen der Stadt richtete, darunter The Globe selbst. |
| Kritik (Criticism)                                         | Paul Goldberger von The New York Times | Preis verliehen für seine Architekturkritiken. |
| Karikatur (Editorial Cartooning)                           | Paul Conrad von der Los Angeles Times | |
| Leitartikel (Editorial Writing)                            | Albert Scardino von der Georgia Gazette (Savannah)                                                                                        | Preis verliehen für seine Leitartikelreihe zu verschiedenen lokalen und staatlichen Themen. |
| Kommentar (Commentary)                                     | Vermont Royster von The Wall Street Journal                                                                                               | |
| Auslandsberichterstattung (International Reporting)        | Karen Elliott House von The Wall Street Journal                                                                                           | Preis verliehen für ihre außergewöhnliche Reihe von Interviews mit Jordaniens König Hussein, die die Probleme, mit denen der Nahost-Friedensplan der Reagan-Regierung konfrontiert sein würde, richtig vorhergesehen haben.                  |
| Berichterstattung im Inland (National Reporting)           | John Noble Wilford von The New York Times                                                                                                 | Preis verliehen für die Berichterstattung über eine Vielzahl wissenschaftlicher Themen von nationaler Bedeutung. |
| Feature Writing (Feature Writing)                          | Peter Mark Rinearson von The Seattle Times                                                                                                | Preis verliehen für „Making It Fly“, seinen Bericht über das neue Boeing 757-Flugzeug. |
| Aktuelle Fotoberichterstattung (Breaking News Photography) | Stan Grossfeld von The Boston Globe | Preis verliehen für seine Serie ungewöhnlicher Fotografien, die die Auswirkungen des Krieges auf die Menschen im Libanon zeigen. |
| Feature-Fotoberichterstattung (Feature Photography)        | Anthony Suau von The Denver Post | Preis verliehen für eine Fotoserie, die die tragischen Auswirkungen des Hungers in Äthiopien zeigt, und für ein einzelnes Foto einer Frau am Grab ihres Mannes am Memorial Day.                                                              |

## Bereich Literatur, Theater und Musik(Books, Drama & Music)
| Kategorie                                                   | Preisträger                                                                                           |
| ----------------------------------------------------------- | --- |
| Geschichte (History)                                        | Kein Preis vergeben                                                                                   |
| Belletristik (Fiction)                                      | Ironweed von William Kennedy (Viking)                                                                 |
| Sachbuch (General Nonfiction)                               | The Social Transformation of American Medicine von Paul Starr (Basic Books)                           |
| Musik (Music)                                               | „Canti del Sole“ for Tenor and Orchestra von Bernard Rands (Universal Edition)                        |
| Dichtung (Poetry)                                           | American Primitive von Mary Oliver (Atlantic-Little)                                                  |
| Theater (Drama)                                             | Glengarry Glen Ross (deutscher Titel: Hanglage Meerblick) von David Mamet (Grove)                     |
| Biographie oder Autobiographie (Biography or Autobiography) | Booker T. Washington: The Wizard of Tuskegee, 1901–1915 von Louis R. Harlan (Oxford University Press) |

## Sonderpreise (Special Citations)
| Kategorie | Preisträger          | Begründung |
| --------- | -------------------- | --- |
| Literatur | Theodor Seuss Geisel | Besondere Ehrung für seinen Beitrag zur Bildung und Freude der amerikanischen Kinder und ihrer Eltern über fast ein halbes Jahrhundert. |